# Gossypium trifurcatum
Gossypium trifurcatum är en malvaväxtart som beskrevs av K. Vollesen. Gossypium trifurcatum ingår i släktet bomull, och familjen malvaväxter. Inga underarter finns listade i Catalogue of Life.